# Beauvois-en-Cambrésis
Beauvois-en-Cambrésis là một xã của tỉnh Nord, thuộc vùng Hauts-de-France, miền bắc nước Pháp.